# Funnings kommuna

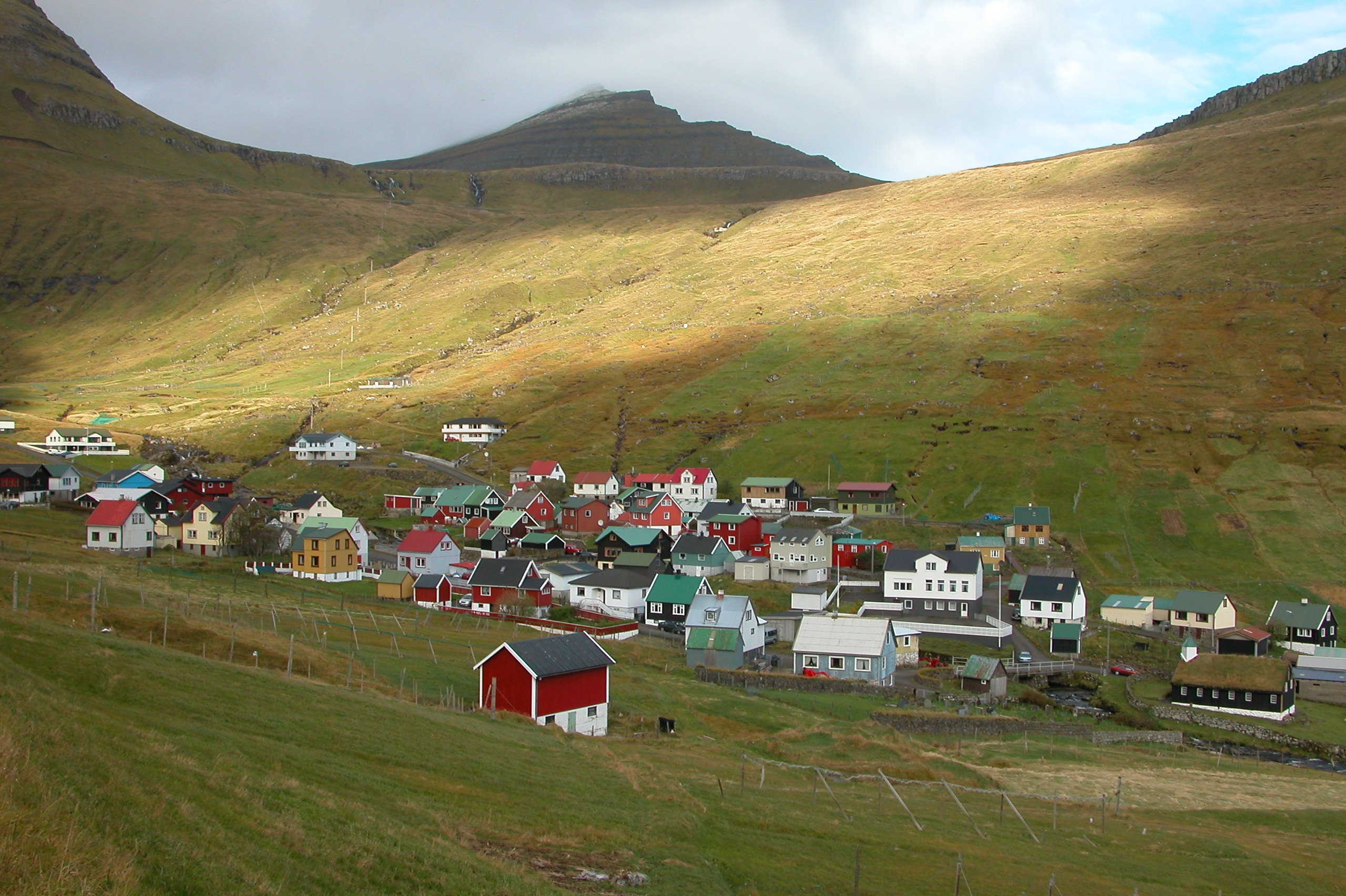
Miasto Funningur

Funnings kommuna – jedna z najmniejszych gmin archipelagu Wysp Owczych, zarówno pod względem powierzchni (ok. 1,2%) i populacji (ok. 0,1%). Gmina ta może zniknąć w najbliższych latach z mapy archipelagu, jeśli rząd zdecyduje się kontynuować redukcję kommun, jak to miało już miejsce na przełomie 2004 i 2005 roku, kiedy ich liczba z 48 spadła do 34, bez skutku dla gminy Funningur.
Choć obszar gminy jest dość rozległy, jak na farerskie standardy, to znajduje się tutaj tylko jedna osada, będąca zarazem stolicą, jak i miejscem zamieszkania wszystkich osób kommuny - Funningur. Leży ona u zwieńczenia niewielkiego fiordu, Funningsfjørður. Jej założycielem miał być wiking Grímur Kamban, który jako pierwszy ze swego ludu dotarł na Wyspy Owcze (ok. 800 roku), co sprawia, że Funningur może być najstarszą, nordycką osadą w archipelagu.
Na terenie gminy leży najwyższy szczyt archipelagu, Slættaratindur, wznoszący się na 882 m n.p.m., a także drugi co do wielkości Gráfelli (856 m). Do większych zalicza się też Blámansfjall (792 m) oraz Vaðhorn (780 m).

## Borgarstjórar (Burmistrzowie)
Ostatnim burmistrzem Funnings kommuna była Marjun Juul Johannesen, sprawująca ten urząd w latach 2005-2008. Jej poprzednikiem był Jóhan Petur Johannesen, urzędujący w latach 1997–2004.